# キャバン県
キャバン県（愛: Contae an Chabháin、英: County Cavan）は、アイルランドにある県。アイルランド島の北東部アルスター地方に属す。イングランド女王（兼アイルランド女王）エリザベス1世によって作られた。

## 主な町村
キャバン県は規模の小さい県であるため、市というよりも町村が地方自治の中心となる。以下にはキャバン県の主要な町村（都市）を掲載した。数字は人口であり、掲載順は人口の多い順である。
- キャバン（県都、6,098人）
- キングスコート（2,500人） ( Kingscourt )
- ベルターベット（1,304人） ( Belturbet )
- シャーコック（600人）
- バリーコネル（572人）
- ボーンボーイ（250人）